# NK Zadar
NK Zadar bivši je hrvatski nogometni klub iz grada Zadra.   
Klub je 2020. proglasio bankrot što je dovelo do kraja NK Zadra. Te je godine osnovan HNK Zadar.

## Povijest
Klub je osnovan 26. travnja 1945. godine pod nazivom FD Zadar, s nogometnim, košarkaškim i atletskim odjelom. Prvi predsjednik kluba bio je Stanko Klarin. Od 1949. djeluju kao samostalni nogometni klub. Već 1946. bio je prvak Dalmacije, a isti uspjeh ponovio je više puta. Tijekom 1954. spajaju se tri kluba: Zadar, Arbanasi i Sloga i od tada klub nosi ime NK Sloga, međutim 14. lipnja 1964. ponovno se naziva Zadar, a 1996. dodano je i Zadarkomerc.
Njihov najveći uspjeh u kupu Hrvatske ostvaren je u sezoni 1995./96., kada su stigli do polufinala.
Godine 2000. klub se vraća svojem imenu Zadar. Nekoliko sezona natjecao se u prvenstvima 2. sav. lige, a od uspostave HNL-a gotovo je stalno u 1. razredu natjecanja. Dao je velik broj kvalitetnih nogometaša, od kojih se ističu J. Skoblar, najbolji strijelac Europe 1971., te M. Dundov i T. Bašić, nogometaš franc. Cannesa i amer. St. Louis Stars. Poslije se ističu V. Goić, A. Dijan, D. Buterin, Luka Modrić, Šime Vrsaljko i dr.
U 2001., klub se vratio u Prvu HNL, gdje je proveo četiri uzastopne sezone, ali je opet ispao iz lige nakon što je teško poražen od Dinamo Zagreba na Maksimiru (7:0.), koji je utakmicu završio u 62. minuti nakon što Zadar ostao s premalim brojem igrača zbog crvenih kartona i ozljeda igrača.
Nakon dvije sezone NK Zadar se vratio u Prvu HNL 30. svibnja 2007..

## Stadion
Stadion NK Zadra bio je Stadion Stanovi s kapacitetom 5860.

## Navijači
Navijači kluba NK Zadra bili su poznati kao Tornado, ali posljednjih godina nisu podržavali momčad zbog nezadovoljstva politikom uprave.

## Športski uspjesi

### Prva B HNL
1995./96.
- Pobjednici

### Druga HNL
2006./07.
- Pobjednici

### 3. HNL – Jug
2017./18.
- Treće mjesto 3. HNL – Jug, Direktan plasman u 2. HNL

## Nastupi u završnicama kupa

### Kup maršala Tita
1951.
- pretkolo: NK Zadar – NK Hajduk Split 1:2

1984./85.
- šesnaestina završnice: NK Zadar – FK Budućnost Titograd 0:4

1990./91.
- šesnaestina završnice: NK Zadar – NK Rijeka 0:0 (2:4 11 m)

### Hrvatski nogometni kup
1995./96.
- polufinale završnice

## Poznati igrači
| - Josip Skoblar - Zvonimir Soldo - Đovani Roso - Saša Bjelanović - Hrvoje Ćustić - Luka Modrić - Danijel Subašić |  | - Ivan Santini - Želimir Terkeš - Ivan Krstanović - Dragan Župan - Vlatko Blažević - Tomo Gluić |

## Treneri
| - Ante Čačić (1989. – 1991.) - Goran Krešimir Vidov (1992.) - Petar Zrilić (1992.) - Ivica Matković (1992. – 1993.) - Jakov Pinčić (interim.) (1993.) - Ivan Gudelj (1993.) - Jakov Pinčić (interim.) (1993.) - Luka Bonačić (1994.) - Jakov Pinčić (interim.) (1994.) - Tomislav Bašić (1994.) - Josip Bajlo (1994. – 1995.) - Stanko Mršić (1995. – 1996.) - Ante Čačić (1996. – 1997.) - Ivan Katalinić (1997. – 1998.) - Boris Tičić (1998.) - Josip Skoblar (1998.) - Josip Bajlo (1999.) - Nikica Cukrov (1999. – 2000.) - Jakov Pinčić (interim.) (2000.) - Mladen Vranković (2000.) - Siniša Jalić (2000. – 2001.) - Miodrag Paunović (2001.) - Stanko Mršić (2001. – 2002.) - Vjeran Simunić (2002. – 2003.) |  | - Stanko Mršić (2003. – 2005.) - Vjeran Simunić (2005.) - Jakov Pinčić (interim.) (2005.) - Milo Nižetić (2005.) - Jakov Pinčić (interim.) (2005.) - Predrag Jurić (2005. – 2006.) - Dalibor Zebić (1. srpnja 2006. – 28. rujna 2008.) - Zvonimir Jurić (interim.) (30. rujna 2008. – 9. listopada 2008.) - Ivica Datković (9. listopada 2008. – 21. prosinca 2008.) - Dalibor Zebić (30. prosinca 2008. – 23. rujna 2012.) - Ferdo Milin (24. rujna 2012. – 24. kolovoza 2014.) - Zvonimir Jurić (interim.) (24. kolovoza 2014. – 1 rujna 2014.) - Miroslav Blažević (1. rujna 2014. – 2. siječnja 2015.) - Igor Štimac (7. siječnja 2015. – 16. srpnja 2015.) - Zvonimir Jurić (interim.) (16. srpnja 2015. – 6. kolovoza 2015.) - Josip Butić (6. kolovoza 2015. – 20. ožujka 2017.) - Zvonimir Jurić (interim.) (20. ožujka 2017. – 1. travnja 2017.) - Ivan Pudar (1. travnja 2017. – 3. lipnja 2017.) - Leopold Burčul (19. lipnja 2017. – 12. studeni 2017.) - Vjeran Simunić (13. studenog 2017. – 23. travnja 2018.) - Dragan Blatnjak (24. travnja 2018. – 8. kolovoza 2018.) - Krešimir Sunara (10. kolovoza 2018. – 12. prosinca 2018.) - Mislav Karoglan (16. siječnja 2019. – 2. srpnja 2019.) - Marko Pinčić (9. srpnja 2019. – 20. srpnja 2020.) |

## Vanjske poveznice
- Službene stranice kluba  Arhivirana inačica izvorne stranice od 6. siječnja 2014. (Wayback Machine)
- NK Zadar na Facebooku
- NK Zadar na Twitteru
- NK Zadar na Instagramu
- NK Zadar na YouTubeu